# Bowling for Soup
Bowling for Soup (často přepisováno ¡Bowling for Soup!, nebo zkráceně BFS)
je americká punkrocková hudební skupina, která vznikla v červnu roku 1994 ve městě Wichita Falls (Texas, USA). Nyní sídlí v texaském městě Denton.
Kapela vznikla ve složení Jaret Reddick, Erik Chandler, Chris Burney a Lance Morril na pozici bubeníka. V roce 1998 z kapely Morril odešel a nahradil ho Gary Wiseman, v lednu 2019 se pak s kapelou rozloučil Erik Chandler, kterého nahradil Rob Felicetti z kapely Patent Pending.
Kapela hraje žánr, který lze definovat jako Pop/Rock. Nejčastěji jsou Bowling for Soup spojováni se styly pop punk, punk rock a alternativní rock. Avšak například v albu Rock on Honorable Ones!! lze najít prvky jazzu, metalu či ska. Některé písně obsahují trochu rapu (například „I Gotchoo“), indie stylu a někdy skupina zavítá i do klasičtějších stylů, třeba hit „Belgium Polka“ má prvky klasické polky. Bowling for Soup jsou ovlivněni mnoha známými skupinami, především kapelou Green Day, dále The Cars, Weezer, či Buzzcocks. Na druhém albu Cell Mates zpívají společně se skupinou The V.I.M.S. S kapelou SR-71 nazpívali velmi populární hit „1985“ z alba A Hangover You Don't Deserve z roku 2004. Bowling for Soup sami také ovlivnili několik umělců, například skupiny Junior a Forever the Sickest Kids.
Skupina do roku 2022 vydala 15 oficiálních studiových alb. Nejúspěšnějším hitem skupiny je singl „Girl All the Bad Guys Want“ z roku 2002 z alba Drunk Enough to Dance, který byl v roce 2003 nominován na Grammy v kategorii Nejlepší popová píseň kapely a získal osmé místo v britském žebříčku UK Singles Chart a šedesáté čtvrté místo v americkém žebříčku hitů Hot 100.

## Název
Název skupiny inspirovala povídka komika Stevea Martina z jeho komediálního alba Wild and Crazy Guy (1978), která nesla jméno „Bowling for Shit“. Ta sama parafrázovala v sedmdesátých letech populární televizní soutěž Bowling for Dollars, v níž soutěžící měli možnost vyhrát peníze podle svého výkonu při hodu v kuželkách. Se zdůvodněním, že by se jejich babičky a dědečkové na ně za původní sprostý název zlobili, se rozhodli ve sloganu zaměnit expresivní slovo „Shit“ za „Soup“, čímž vznikla značka Bowling for Soup. Název bývá stylizován do tvaru ¡Bowling for Soup!, nebo zkrácen dle iniciál BFS.
V říjnu roku 2017 se stal na internetu virálním Tweet fanouška, v němž se dotyčný v legraci ptal, zda název Bowling for Soup znamená anglicky bowling pro zisk polévky nebo bowling ve jménu polévky (Bowling to Earn Soup nebo Bowling on Behalf of Soup). Frontman kapely Jaret Reddick v rozhovoru pro HuffPost reagoval, že hraní ve skupině je jejich práce a slovo „soup“ (polévka) může být v přeneseném významu chápáno jako „income“ (peněžní příjem), a tedy „food“ (jídlo), proto jde spíše o význam Bowling to Earn Soup.

## Historie

### Vznik kapely, první roky (1994 – 1997)
Skupina Bowling for Soup vznikla 4. června 1994 ve Wichita Falls v americkém státě Texas, kde vyrostli Reddick a Burney.

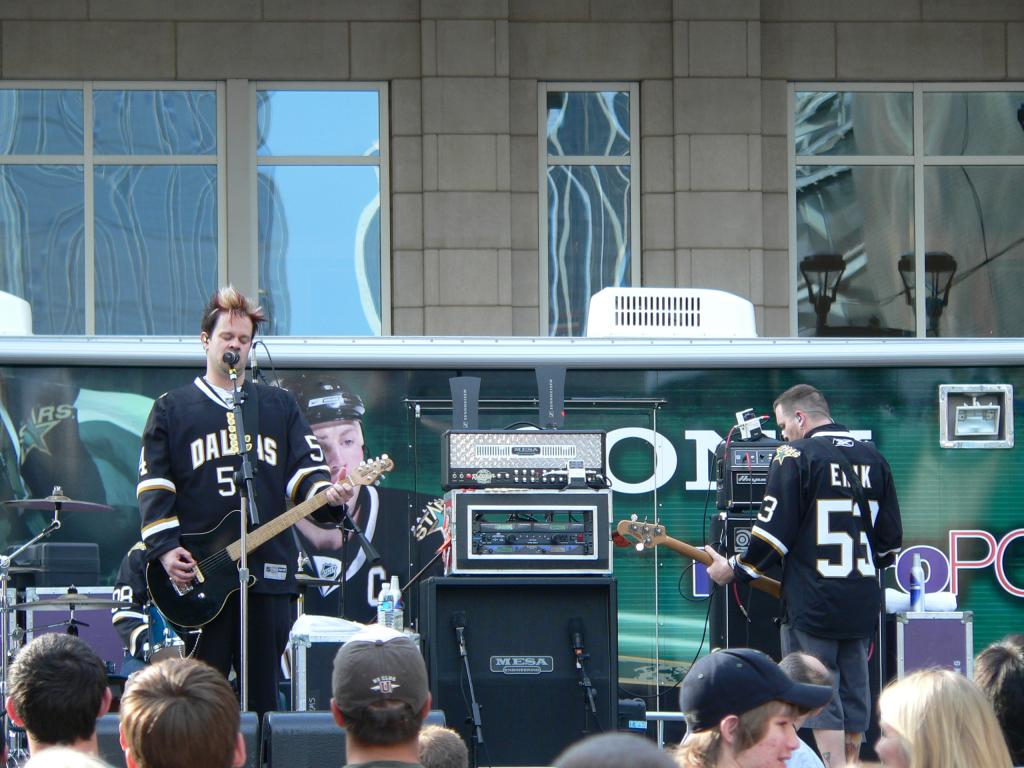
Bowling for Soup hrají v Dallasu před American Airlines Center ku příležitosti zahájení playoff Stanley Cupu

Zakládajícími členy byli Jaret Reddick (zpěv, kytara), Erik Chandler (basová kytara, zpěv), Chris Burney (kytara, zpěv) a Lanc Morril (bicí). Skupina debutovala se svým prvním studiovým albem Bowling for Soup, nahraným v září 1994 ve vlastním studiu Que-so Records. Vydalo se 3000 kusů. Cell Mates bylo nahrané ve spolupráci se skupinou The V.I.M.S. z Dentonu. Tam se v roce 1997 přemístila celá skupina, aby vydala své třetí album Rock on Honorable Ones!! ve vydavatelství FFROE.

### Příchod Garyho Wisemana a úspěch v Británii (1998 – 2001)
Morril se v roce 1998 rozhodl skupinu opustit, a tak ho vystřídal Gary Wiseman. Tentýž rok vydali své první úspěšnější album Tell Me When to Whoa s hitem „The Bitch Song“, kterého se prodalo 10 000 kusů. Skupina díky úspěchu podepsala smlouvu s nahrávacím studiem Jive Records. První album s Jive Records se jmenovalo Let's Do It for Johnny!. Pro Bowling for Soup znamenalo první opravdový úspěch. Kromě prvního hitu „The Bitch Song“ přehráli také hit Bryana Adamse „Summer of 69“.

### Drunk Enough to Dancea Cena Grammy (2002 – 2003)

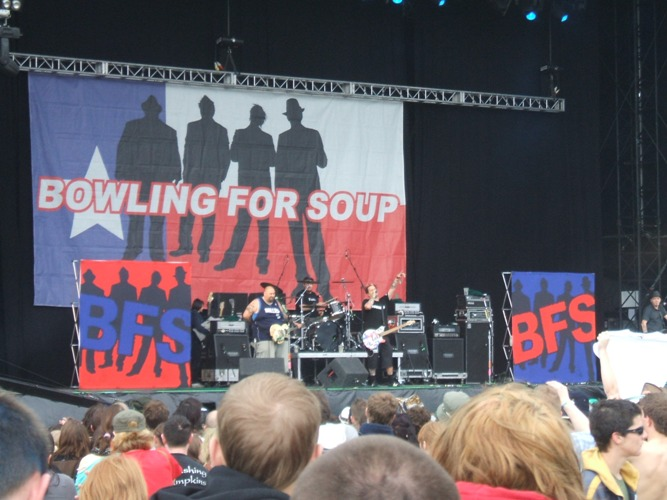
Vystoupení Bowling for Soup v Oxegenu v Irsku v létě 2008

Drunk Enough to Dance, v pořadí již šesté album, druhé vydané ve spolupráci s Jive Records, bylo vydáno 6. srpna 2002. Obsahuje dva hity „Emily“ a „Girl All The Bad Guys Want“. Druhý hit byl v roce 2003 nominován na Cenu Grammy v kategorii nejlepší popová píseň kapely. V opětovném vydání v roce 2003 přidali písně „Punk Rock 101“, „I Ran (So Far Away)“ a „Star Song“. Album se umístilo na 129. pozici žebříčku Billboard 200 a hit „Girl All The Bad Guys Want“ obsadil v žebříčku Billboard Hot 100 64. pozici.
Samotná nominace skupiny na Cenu Grammy byla velkým překvapením pro všechny, dokonce i pro samotnou skupinu. Celosvětově neznámí Bowling for Soup se tak postavili proti takovým hudebním jménům jako jsou Bon Jovi, Dave Matthews, No Doubt nebo ’N Sync.
| „              | Nemáme žádnou šanci, převálcují nás. Je to vlastně docela směšné, protože jsme přece jen parta tlustejch chlápků z Texasu. | “ |
| — Chris Burney | |   |

Různé zdroje uvádějí různé údaje, jak přesně se členové skupiny dozvěděli o nominaci.
Podle článku na mtv.com Burney uvedl, že se o nominaci dozvěděl od manažera a že tomu skoro nemohl uvěřit, když se podíval na stránku s nominacemi. Stejně tak ostatní členové skupiny, která je známá spíše opileckými výstřelky, dětinským humorem či nahým vystupováním, byli ohromeni.
Podle jiného zdroje se o nominaci dozvěděl již dříve i Reddick, když mu někdo zavolal, právě když jeho žena rodila jejich první dítě. I když skupina nevyhrála (podle svých slov ani neměla šanci), protože Cenu Grammy dostali No Doubt za píseň „Hey Baby“, byl to podle Jareta Reddicka pro skupinu veliký přínos.

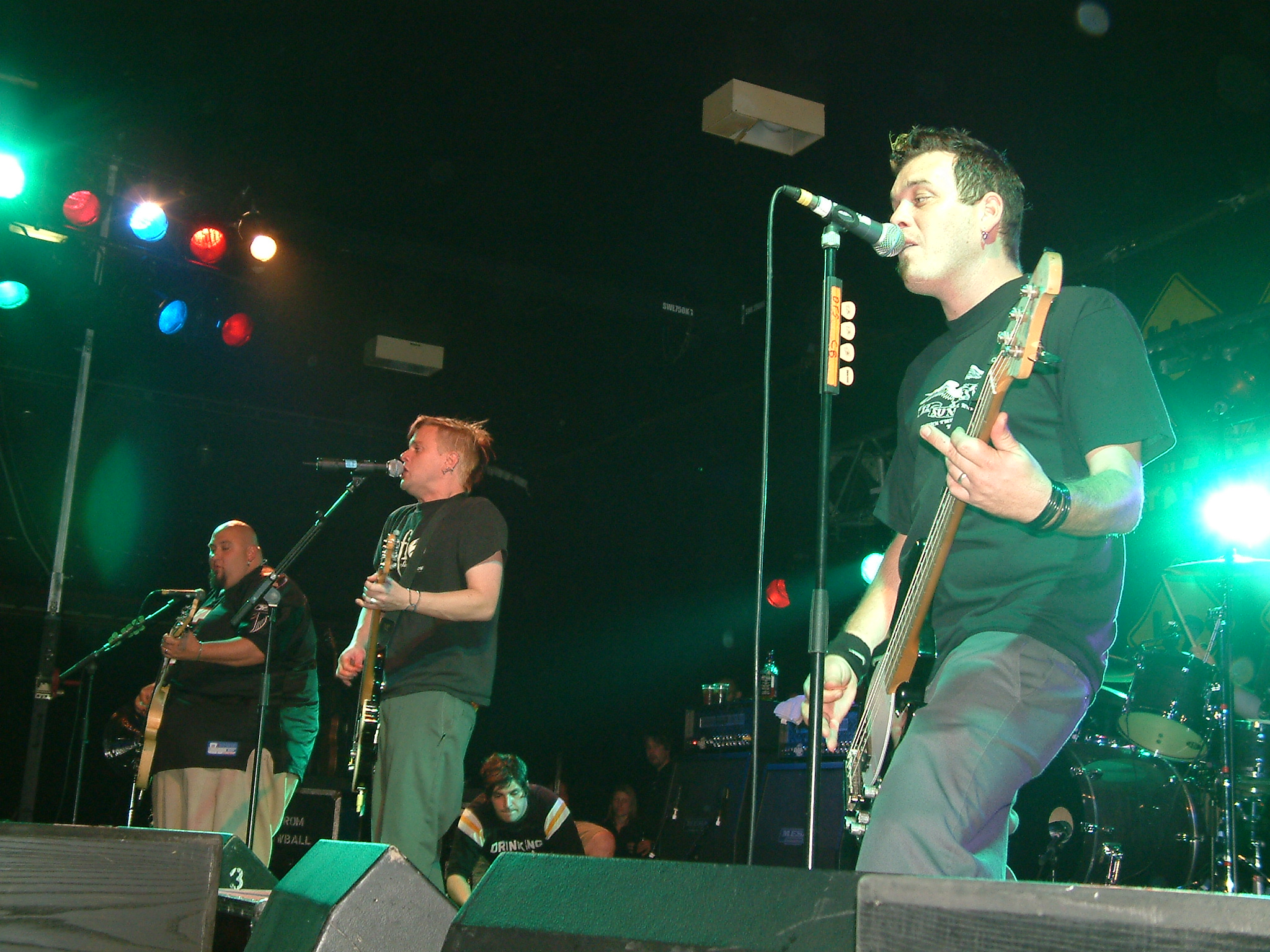
Skupina Bowling for Soup při vystoupení v Manchesteru v roce 2004.

### A Hangover You Don’t Deservea Soundtrack album (2004 – 2005)
A Hangover You Don’t Deserve je sedmé album Bowling for Soup. Spolupracovali na něm se skupinou SR-71. V tomto albu je většina nejpopulárnějších hitů Bowling for Soup jako „1985“, který složila právě skupina SR-71. Mitch Allan, hlavní zpěvák SR-71, nazpíval spolu s Jaretem Reddickem i studio verzi. Hit „1985“ byl hrán všemi americkými rozhlasovými stanicemi a obsadil třiadvacátou příčku na seznamu Hot 100 časopisu Billboard. Dalšími hity alba jsou „Almost“", "„Trucker Hat“ a „Ohio“, známý též jako „Come Back to Texas“. Do žebříčku Billboard Hot 100 se také dostal hit „Almost“, který obsadil 46. pozici.
V roce 2005 se skupina také nakrátko objevila ve filmu Wese Cravena Prokletí, kde zahrála na začátku píseň „Li’l Red Riding Hood“.
Ze začátku roku 2005 vydala skupina svoje první EP s názvem On Your Mark… Get Set… Smoke a Cigarette, které obsahovalo tři písně – „Bipolar“, „Somebody Get My Mum“ a „Li’l Red Riding Hood“. První dvě pocházejí z rozšířených verzí alba A Hangover You Don’t Deserve, třetí se nachází na pozdějším albu Bowling for Soup Goes to the Movies.
Bowling for Soup Goes to the Movies je osmé studiové album kapely, čtvrté ve spolupráci s Jive Records. Jedná se o spojení všech písní, které se objevily v nějakých filmech. Album tak obsahuje nejen písně již vydané, ale také nové, dosud nevydané. V roce 2008 vyšla japonská re-edice obohacená o několik dalších filmových hitů.

### The Great Burrito Extortion Casea první koncertní DVD (2005 – 2008)

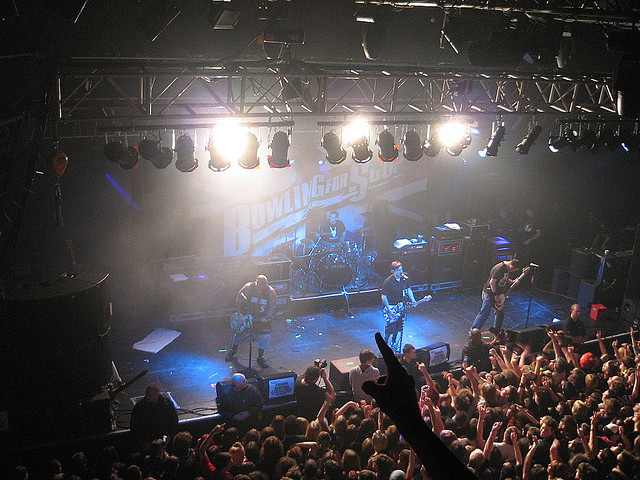
Vystoupení Bowling for Soup v lednu roku 2007.

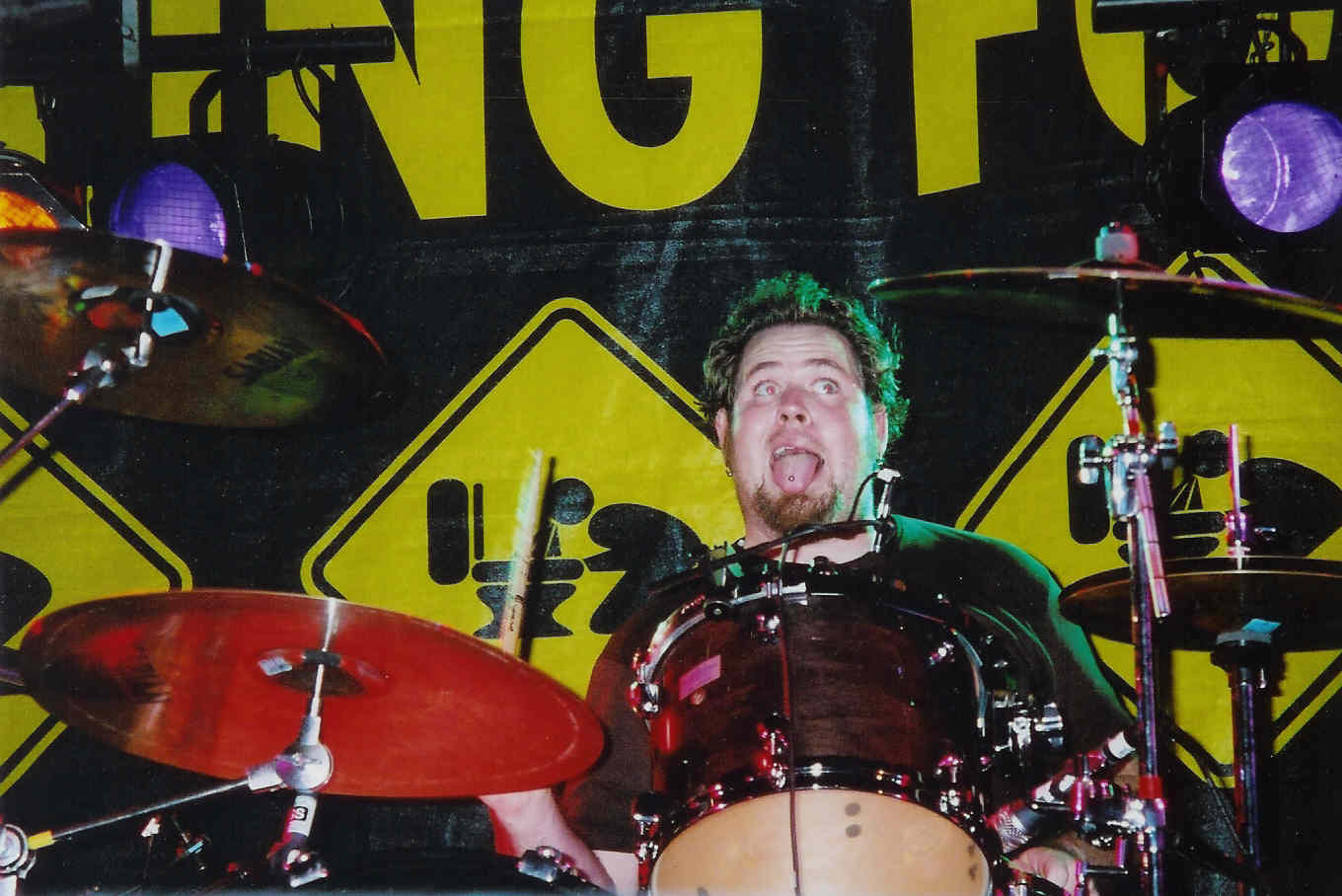
Bubeník skupiny Gary Wiseman

V roce 2005 členové Bowling for Soup vyrazili na turné se skupinou Simple Plan jako předskupina. „I Melt With You“ byla použita jako soundtrack k filmu Walta Disneyho Škola Superhrdinů. V roce 2007 pak skupina vyrazila na StarJam Tour znovu tentokrát se skupinami Army of Freshmen a Quitedrive.
7. listopadu 2006 vyšlo deváté album The Great Burrito Extortion Case. Ve Velké Británii dosáhl velkého úspěchu hlavně hit „I’m Gay“ vydaný i na 7 palcové gramofonové desce. Mezi další hity alba patří „High School Never Ends“ a „When We Die“. Album obsadilo 88. pozici v americkém žebříčku Billboard 200 a hit „High School Never Ends“ se vešel do Billboard Hot 100 na 97. místě.
V roce 2007 pro velký úspěch vydali ve speciální edici hit „I’m Gay“ samostatně. Videoklip k písničce byl natočen během Get Happy Tour po Británii v roce 2007. V říjnu 2007 vydali v digitální formě třetí hit z devátého alba – „When We Die“ – pouze pro fanoušky ve Velké Británii. Videoklip k „When We Die“ byl zařazen do seznamu hitů na Kerrang TV a poté byl pravidelně vysílán na Scuzz TV.
Pro koncertní sérii televize DirecTV vypracovala skupina hodinu trvající speciál, zúčastnili se Download Festivalu v Anglii v Donington Parku. Bowling for Soup spolupracovali a nazpívali znělku animovaného seriálu Phineas a Ferb „Today is Gonna Be a Great Day“. Krátce se objevili dokonce i v jednom díle seriálu. Píseň „Greatest Day“ je úvodní hudbou k filmu „Poslední letní den“.
První koncertní DVD Live and Very Attractive bylo natočeno při Get Happy Tour po Velké Británii v říjnu 2007. Vydáno bylo 7. července 2008. V limitované edici pro předkup našli fanoušci kromě dvou disků také tričko, hrneček nebo speciální plakát.
Jaret Reddick s Erikem Chandlerem nazpívali píseň „Endless Possibility“, která je znělkou k videohře Sonic Unleashed.

### Sorry for Partyin’aFishin' for Woos(2009 – 2011)
Sorry for Partyin’, desáté album bylo vydáno 12. října 2009. Skupině Bowling for Soup s lety humoru rozhodně neubývá. Mezi největší hity patří píseň „My Wena“, která není o ničem jiném než mužském přirození. Hit „My Wena“ byl vydán již 7. srpna 2009 na EP albu My Wena spolu s dalšími dvěma B-side písně Sorry for Partyin’ „I’ll Always Remember You (That Way)“ a „Goodbye Friend“. Mezi další hity alba patří „No Hablo Ingles“, „Only Young“, „Love Goes Boom“, „Hooray for Beer“ nebo „I Just Wanna be loved“. Album se umístilo na 104. pozici žebříčku Billboard 200.
Na albu kapela spolupracovala s několika dalšími lidmi, mezi kterými byli například Scott Reynolds (All, The Pavers), Tony Scalzo (Fastball), Parry Gripp (Nerf Herder), Kim Shattuck (The Muffs) a Linus of Hollywood.
Merry Flippin’ Christmas Volume 1 je první vánoční kompilační album. Bylo vydané 26. listopadu 2009 a celý prosinec dostupné v digitální formě v internetových obchodech.
Na konci ledna roku 2011 vydalo studio Legacy Recordings kompilační album s názvem Playlist: The Very Best of Bowling for Soup. Album obsahuje nejpopulárnější skladby Bowling for Soup.
Fishin’ for Woos je jedenácté album skupiny Bowling for Soup. Skupina dodržuje dvouleté intervaly mezi novými alby. Vyšlo 26. 4. 2011, skupina však již dříve uvolnila singly „S-s-s-saturday“ (také „Saturday Night“) a „Friends Chicks Guitars“ volně ke stažení na svých stránkách. Fanoušci navíc mohli k hitu „Friends Chicks Guitars“ natočit vlastní videoklip, nejlepší pak měl být uveřejněn na oficiálním turné skupiny. S novou písní „Saturday Night“ vystoupili 22. ledna 2011 živě na finále bowlingového turnaje Professional Bowlers Association, jejich vystoupení vysílala televize ABC. Exkluzivně pro své fanoušky z BFS Army uvolnila skupina ze začátku roku píseň „Let’s Pretend We’re Not In Love“. Album se umístilo na 189. pozici v žebříčku Billboard 200.

### Stacy's Mom,One Big Happya další alba (2011 – 2012)

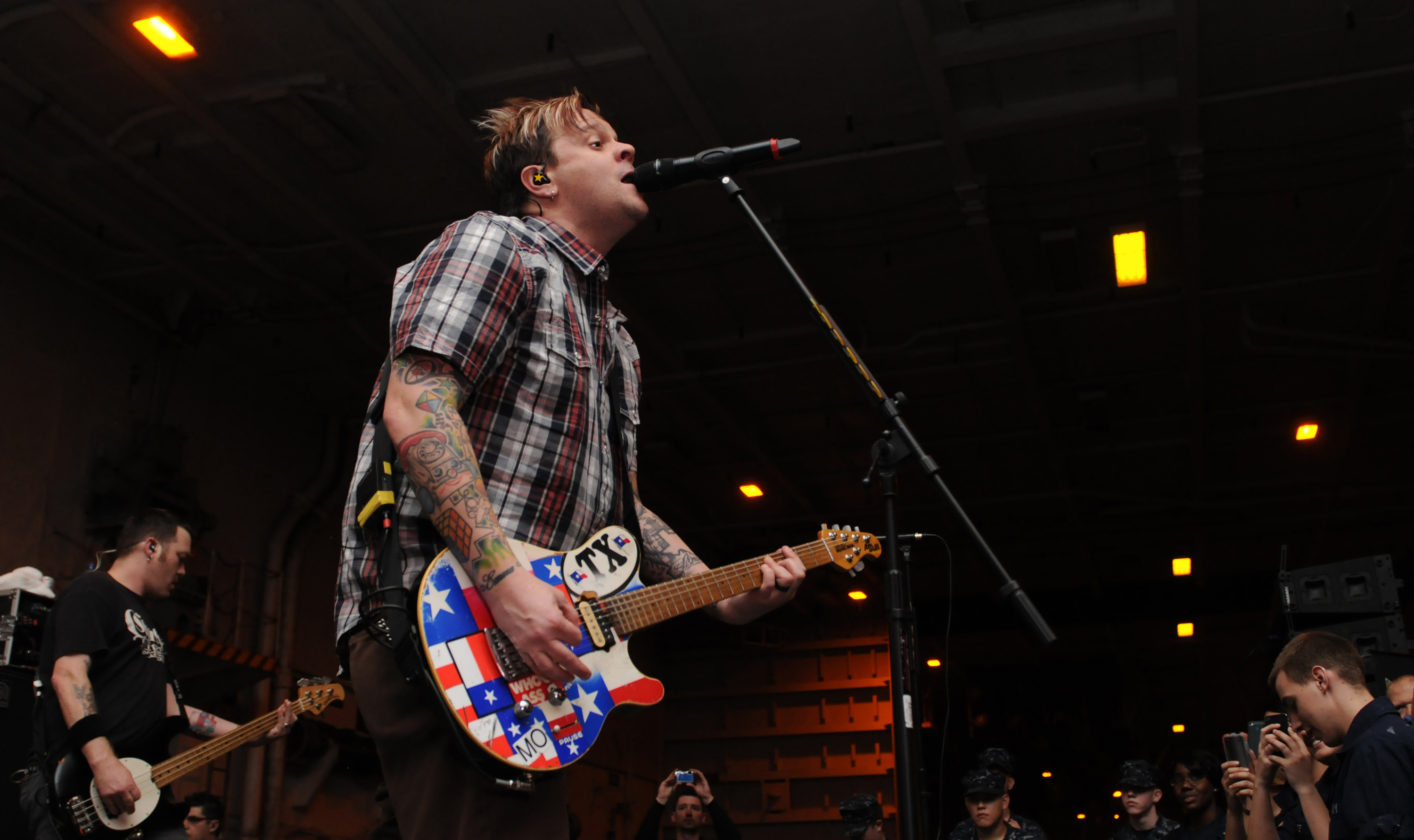
Skupina Bowling for Soup
při vystoupení pro americké námořnictvo 2. března 2012

V červenci 2011 vydala kapela společné album se skupinou The Dollyrots s názvem The Dollyrots vs. Bowling for Soup. Zatímco verze na gramofonové desce obsahuje pouze dvě písně, později vydaná digitální verze obsahuje písně čtyři. Píseň z nového alba s názvem „I’ve Never Done Anything Like This“, ve které zpívá Jaret Reddick spolu s Kay Hanleyovou (Letters to Cleo), vyšla 10. října 2011 jako singl. K němu navíc skupina přezpívala hit skupiny Fountains of Wayne s názvem „Stacy's Mom“. „Každý si myslel, že to nazpívali, tak to sakra nazpívali. Konečně můžeš říci, že je to tvoje oblíbená píseň od BFS a nevypadat přitom jako idiot“ – takto uvádí na pravou míru originální popisek fakt, že skupina píseň původně nenazpívala, ačkoli mnoho zdrojů tuto informaci uvádí. Třetí písní singlu je nová verze písně „The Bitch Song“.
12. prosince 2011 vydala skupina druhé vánoční album ve vydavatelství Brando s názvem Merry Flippin' Christmas Volumes 1 and 2, které obsahuje písně z první vánoční kompilace Merry Flippin' Christmas Volume 1 a dalších pět písní, z nichž jsou čtyři originální a jedna lidová („We Wish You a Merry Christmas“). V březnu roku 2012 se Jaret Reddick a Eric Chandler vydali na koncert do skotského Glasgow, ve kterém vystoupili společně s Ryanem Hamiltonem, se kterým Reddick spolupracuje v projektu People On Vacation. Na jaře roku 2012, na přelomu dubna a května, vyrazila skupina na pravidelné turné po Spojených státech, které začalo 18. dubna v Lawrence v Kansasu a skončilo vystoupením 5. května v Dallasu v Texasu. 7. září 2012 kapela oznámila vydání nového studiového split alba s názvem One Big Happy, na kterém skupina Bowling for Soup hraje se skupinami The Dollyrots a Patent Pending. Album bylo vydáno 24. září 2012 a Bowling for Soup na něm hrají tři skladby – „Let's Go to the Pub“, „My Heart Explodes“ a „Spin Me Around“. Kapela opět zavítala do Spojeného království a do Irska v rámci One Big Happy Tour, která začala 14. října v Newcastle a skončila 28. října v Cambridge. Na turné jim sekundovaly skupiny The Dollyrots a Patent Pending, které rovněž hrají na nejnovějším albu. Skupina Bowling for Soup se také zúčastnila Vans Warped Tour 2012 v Londýně, která proběhla 10. listopadu 2012.

### Lunch. Drunk. Love.aSongs People Actually Liked(2013 – 2015)

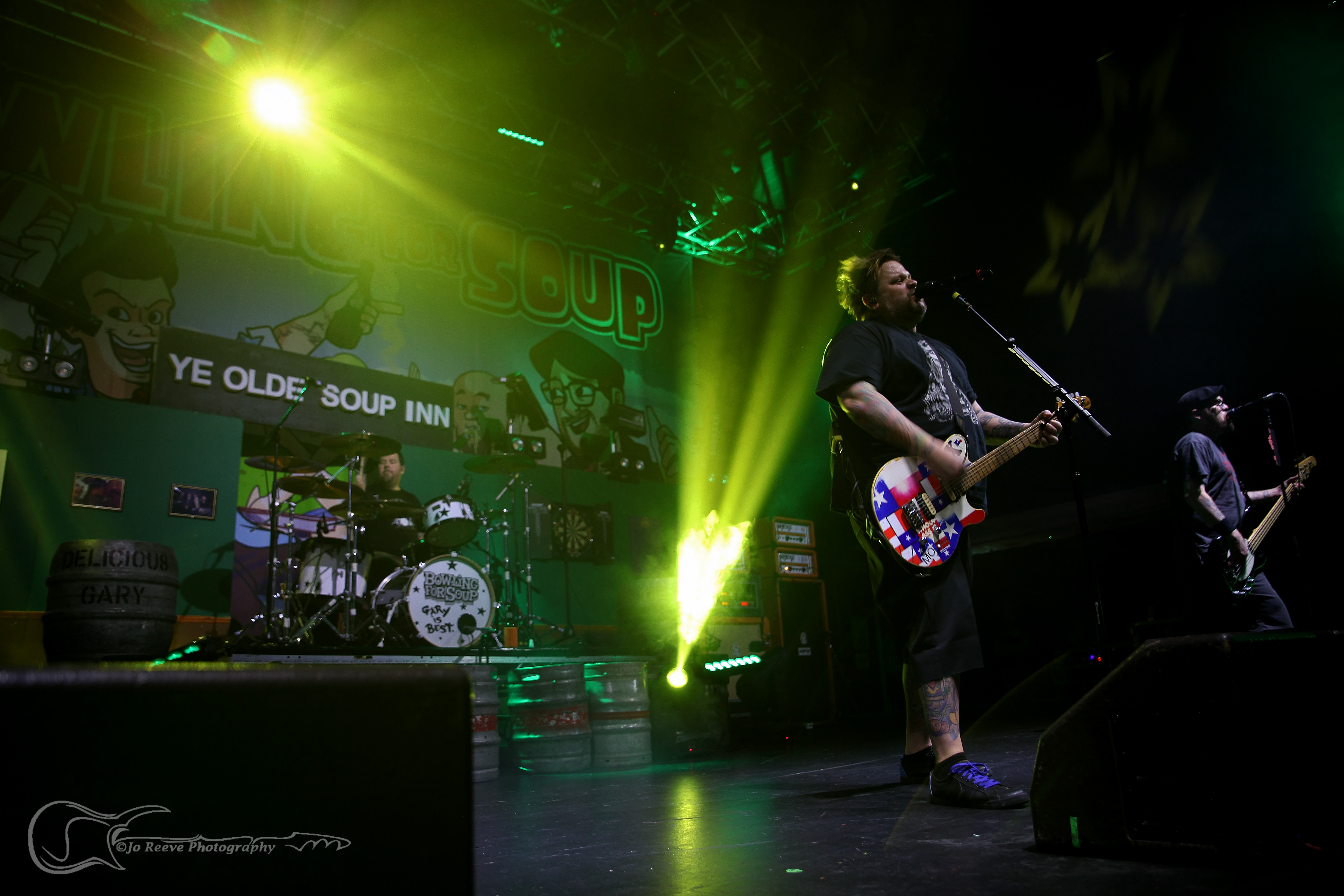
Kapela Bowling for Soup při vystoupení v roce 2016.

26. listopadu 2012 kapela oznámila, že začne pracovat na novém studiovém albu. Na začátku února 2013 potvrdila skupina svoji účast na Vans Warped Tour v roce 2013, kde se objevili od druhého do čtvrtého srpna 2013. V roce 2013 se pustila kapela do nahrávání v pořadí již dvanáctého studiového alba. 15. února 2013 začala sponzorovací hudební akce přes server pledgemusic.com, kde si fanoušci mohli předem album zamluvit a sponzorovat jeho nahrávání. Na oplátku mohli slyšet každou píseň, kterou kapela právě nahrála. Frontman Jaret Reddick zároveň sdělil, že psaní písní začalo. První zveřejněnou písní byla „Since We Broke Up“. Donátoři mohli během června 2013 hlasovat pro název nového alba, nakonec bylo vybráno jméno Lunch. Drunk. Love. Album vyšlo 10. září 2013.
Ve videu určeným fanouškům Jaret Reddick sdělil záměr kapely vydat se na rozlučkovou tour do Spojeného království „UK Farewell Tour“, skupina se již do Evropy nehodlá vracet. Zároveň oznámil, že vyjde nové cover album a k 20. výročí v roce 2014 i album největších hitů v remasterované verzi. 17. února 2014 kapela na svých stránkách uvedla, že začíná s nahráváním kompilačního alba Songs People Actually Liked Volume 1, které shrne prvních deset let existence kapely. Podobně jako u studiového alba Lunch. Drunk. Love. využili Bowling for Soup opět kampaně PledgeMusic, kde je album sponzorováno samotnými fanoušky. Na oficiálních stránkách projektu alba bylo zveřejněno, že z 18členného seznamu skladeb bude 17 znovu nahraných starých písní a jedna úplně nová. Jak skupina upozornila, žádná ze starých skladeb nebude v obměněné verzi, všechny budou pouze znovu nahrané za pomoci lepší techniky (a většího umu). 17. června kapela oznámila svoji účast na Vans Warped Tour 2014.
Během prosince 2014 kapela oznámila dokončení kompilace a ohlásila datum vydání na 26. ledna 2015. Finální datum se však nakonec ještě o den posunulo a v obchodech se objevilo až 27. ledna 2015. Na albu se nachází nová nahrávka „20 Years (That's a Lot of Beers)“.

### Návrat do Spojeného království aDrunk Dynasty(2016 – 2018)
Přestože Bowling for Soup již absolvovala „poslední“ turné v Británii, svoje rozhodnutí přehodnotili a vypravili se do Spojeného království během února roku 2016 znovu v rámci How About Another Round Tour; turné začalo 1. února ve skotském Glasgow a skončilo 15. února v anglickém Bristolu. Skupinu doprovodili jednak nottinghamští rockeři Lacey coby předskokani, jednak staří přátelé z kapely The Dollyrots a také americký rapper MC Lars.
11. května 2016 skupina na svých stránkách oznámila, že začne pracovat na novém EP albu Drunk Dynasty. Nahrávání začalo 6. června téhož roku; kapela opět použila pro financování systém PledgeMusic a požadovanou sumu získala za devět dní. Navíc opustila původní záměr EP a při osmi natočených písních Jaret Reddick oznámil, že půjde o standardní studiové album a bude obsahovat 10 písní. Přitom ve vyjádření pro tisk Reddick uvedl, že budoucnost Bowling for Soup vidí ve vydávání menšího množství hudby v kratších časových rozestupech, neboť on osobně rád nahrává a nesnáší dvouroční pauzy mezi deskami. Formát EP podle Reddicka však má obsahovat kolem pěti skladeb a Drunk Dynasty tuto hranici přeskočilo. Ačkoliv bylo datum vydání nejprve naplánováno na září 2016, nové album Bowling for Soup nakonec vyšlo až 14. října 2016, a to pouze v digitálním vydání. Ve formátu CD se na trh dostalo až 11. listopadu téhož roku.
V půlce října 2016 podpořili Bowling for Soup jako doprovod skupinu Steel Panther na čtyřech koncertech od 15. do 19. října 2016 ve Spojeném království. Na akcích vystoupili i muzikanti ze skupiny Buckcherry. Kirsten Rawlins pro internetové periodikum Express & Star popsal poslední show této série, jež se odehrála v Birminghamu, slovy „tři kapely, tři odlišné rockové styly – jedna pekelná show“.
V listopadu 2016 bylo vydáno DVD se záznamem vystoupení Reddicka a Chandlera v londýnské Union Chapel z roku 2013, kde zahráli písně Bowling for Soup v akustické verzi. Videonahrávka nese název Acoustic in a Freakin' English Church.
Na začátku roku 2018 vyrazila kapela na turné Get Happy Tour 2018 po Spojeném království, kde si připomněli své album Drunk Enough To Dance z roku 2002. Dle vyjádření kapely bylo zopakování setlistu jednoho alba pro kapelu náročné, protože část skladeb dlouho nehráli a třeba kytarista Chris Burney musel během turné mít při vystoupeních noty. Záznam z únorového vyprodaného vystoupení v Brixton Academy byl v lednu 2019 vydán na koncertním albu s názvem Older, Fatter, Still the Greatest Ever – Live From Brixton.

### Odchod Erika Chandlera, 25. výročí (2019 – 2020)
Od května 2018 přestal s kapelou vystupovat zakládající člen a baskytarista Erik Chandler, kterého od té doby zastupoval člen skupiny Patent Pending Rob Felicetti. V lednu 2019 pak Chandler oficiálně ukončil kariéru v Bowling for Soup. Dle vyjádření kapely se tak rozhodl z osobních důvodů, kdy nebyl nadále schopen se plně věnovat práci ve skupině, a rozešel se s kapelou v dobrém. Na pozici baskytaristy místo něj naskočil právě Felicetti.
U příležitosti 25. výročí založení kapely byla od 7. do 9. června 2019 uspořádána víkendová show v klubu Lava Cantina v The Colony, Texas. Oslavy otevřel v pátek večer koncert skupin The Nixons a Offended by Everything. Bowling for Soup posléze dvakrát vystoupili před vyprodaným hledištěm v sobotu večer a v neděli dopoledne. Předkapelou při jejich vystoupeních byla dívčí pop-punková kapela Not Ur Girlfrenz, kterým Reddick dělá manažera. Při koncertě s kapelou vystoupil i původní bubeník Lance Morrill.
O deset dní později, dne 19. června 2019, pak vyrazili Bowling for Soup na společné turné s kapelou Reel Big Fish po Spojených státech, které obsahovalo dvě série koncertů (19. – 29. června 2019 a 21. července – 3. srpna 2019). V první části turné kapelám předskakovala skupina Nerf Herder, v druhé půli pak kapela Mest. Na podzim pak přidala kapela ještě třetí sérii domácích koncertů od 1. do 11. října, tentokrát ve společnosti kapel Less Than Jake a Authority Zero.
Od června 2019 v rámci pětadvacetiletých oslav také odstartovalo dvanáct měsíců, během nichž kapela plánovala vydat dvanáct přezpívaných verzí písní jiných interpretů, kteří je nějakým způsobem ovlivnili. Prvním coverem byla píseň „Sometimes I Don't Mind“ od Suicide Machines, kterou vydali 7. června 2019. Druhým singlem ze srpna se stala píseň „Let Your Love Flow“, hit Reddickova mládí z filmu Little Darlings (Miláčkové, 1980), původně od The Bellamy Brothers. V říjnu 2019 kapela znovuvydala přezpívanou verzi písně „Two Tickets to Paradise“ od Eddie Moneye, již nazpívali původně v roce 2006 pro stejnojmenný film režiséra D. B. Sweeneye. Třináct let stará nahrávka se zdála být ztracena, nicméně s pomocí Caseye Di Ioria z Valve Studios, kde píseň tehdy nahrávali, se podařilo nahrávku najít a oprášit. Čtvrtou v pořadí se stala v prosinci píseň „HRSA“ od texaské kapely Blue October. Nakonec bylo vydáno celkem pouze sedm písní, což vysvětlil frontman Jaret Reddick tak, že „vydávat singl každý měsíc je obtížnější a finalizace nahrávek zabírá prostě více času, než očekávali.“ V roce 2020 přibyly ještě „Already Gone“ od Eagles v březnu, „When the Angels Sing“ od Social Distortion v dubnu a „Erase Me“ od Kid Cudi v červnu.
O Vánocích, dne 25. prosince 2019, vydala skupina dvě kompilační alba s názvem A Nice Night for an Evening, Volume 1 a 2, kde představili své největší hity přepracované do instrumentálních verzí pro piáno. Klavírní zpracování připravil a zahrál pianista Scott Simmons. Ve vyjádření pro tisk Reddick uvedl, že nápad měl v hlavě od vždycky, a konečně se mu ho podařilo zrealizovat.
Na začátku února 2020 vydala kapela namísto dříve oznámených coverů vlastní píseň „Alexa Bliss“ jako poctu pro stejnojmennou americkou wrestlerku WWE Alexu Bliss. Naživo byla poprvé představena na koncertě ve skotském Glasgow 10. února 2022, zatímco protagonistka písně dle vlastních slov dostala demo nahrávky k poslechnutí již ke svým narozeninám, tedy v srpnu 2019, když ji Reddick pozval k natáčení videa k singlu, v němž Alexa Bliss vystupuje.

### Období lockdownů kvůli covidu-19, Pop Drunk Snot Bread (2020 – současnost)
Těsně před vypuknutím pandemie stihla kapela uspořádat vystoupení v O2 Areně ve skotském Glasgow společně se skupinou Simple Plan a předskokankami Not Ur Girlfrenz. Koncerty a koncertní turné skupiny Bowling for Soup se nevyhnuly komplikacím, které hudebnímu průmyslu obecně přinesla pandemie covidu-19 a omezení shromažďování s ní spojené. Během dvou pandemických let 2020 i 2021 byla kapela donucena rušit či posouvat různé akce, zejména plánované vystoupení na Download festivalu 2020 a turné po Spojeném království s názvem Surf the UK, které bylo původně oznámeno na květen 2021, ale následně bylo odloženo až na duben 2022.
V červenci roku 2020 frontman Reddick ve video-rozhovoru prozradil, že namísto zrušených akcí se kapela rozhodla začít pracovat na materiálu pro nové studiové album, první od příchodu Felicettiho do kapely. A do jeho místa bydliště v té době, pohoří Pocono v Pensylvanii, se vydali skladby natočit. V průběhu roku 2021 postupně vydala dva singly z připravovaného alba a sice  „Getting Old Sucks (But Everybody's Doing It)“ v květnu a „Killin' 'Em with Kindness“ v listopadu. V únoru 2022 pak přidali ještě singl „I Wanna Be Brad Pitt“ jako poctu Bradu Pittovi, kterého je frontman Reddick dle svých slov fanouškem. Dne 22. dubna 2022 vydali Bowling for Soup svoje 15. studiové album s názvem Pop Drunk Snot Bread ve vydavatelství Brando Records. Na albu je celkem 15 skladeb včetně písně „Alexa Bliss“ z února 2020.
V červnu 2021 se Bowling for Soup spojili s kolegy ze skupiny Hanson a natočili společně s nimi cover verzi jejich písně „Where's the Love“ z roku 1997. V této verzi hlavní část písně zpívají Bowling for Soup, přičemž na konci se k nim připojí všichni tři bratři Hansonové.

## Členové

### Přehled
Současní členové
- Jaret Reddick – hlavní zpěv, kytara (1994–současnost)
- Chris Burney – kytara, doprovodný zpěv (1994–současnost)
- Gary Wiseman – bicí, perkuse, doprovodný zpěv (1998–současnost)
- Rob Felicetti – basová kytara, doprovodný zpěv, akustická kytara (2019–současnost); bicí (hostem turné 2012); kytara (hostem turné 2013); bicí, perkuse (náhrada při turné 2017, 2022); baskytara, doprovodný zpěv (náhrada při turné 2018)

Bývalí členové
- Lance Morrill – bicí, perkuse, doprovodný zpěv (1994–1998); bicí (hostem turné 2009, 2014, 2019)
- Erik Chandler – baskytara, doprovodný zpěv, akustická kytara (1994–2019)

Náhradníci při turné
- Kelly Ogden – baskytara, doprovodný zpěv (2022); zpěv (hostem turné 2010, 2012, 2015, 2016, 2018); zpěv, baskytara (hostem turné 2012)
- Kevin Baldes – baskytara, doprovodný zpěv (2022)

Timeline

### Jaret Reddick
Jaret Reddick (* 6. březen 1972 Denton, Texas) je frontmanem skupiny. Kromě vedoucího zpěváka hraje na kytaru a píše pro skupinu texty, většina písní pochází alespoň z části z jeho ruky. Při evropském turné v roce 2003 měl přezdívku Jaret Von Erich. Jaret Reddick prý také vymyslel oblíbené motto skupiny – „Starého psa novým kouskům nenaučíte, ale když si budete hrát s míčkem, budou vás pozorovat klidně celé hodiny, jak se snažíte“.

### Chris Burney
| „               | Chris je jako velký sladký plyšový medvídek. Velký chlap, ale udělá pro vás cokoliv. | “ |
| — Jaret Reddick |                                                                                      |   |

Chris Burney (* 25. květen 1969 Wichita Falls, Texas) hraje na kytaru a je doprovodným zpěvákem. S Reddickem a ostatními spolupracoval pouze na dvou písních „Cody“ a „I Don’t Know“. Chris Burney má rád tetování, nejnápadnější je velké tetování na jeho levé ruce. Vystudoval fyziku na Středozápadní státní univerzitě. S Reddickem se znají už ze střední školy, kde platili za třídní šašky. Při evropské tour v roce 2003 si zvolil parodii na jméno švédského kytaristy Christopher van Malmsteen.
| „              | Nebyli jsme dost cool, abychom byli uznávanými třídními šašky. My byli jen ti, od koho si ten pravý šašek kradl „svoje“ nápady. | “ |
| — Chris Burney | |   |

### Gary Wiseman
| „               | Gary je všech nejlepší kamarád. Nikdy by o nikom neřekl nic špatného. Gary má velmi legrační povahu | “ |
| — Jaret Reddick | |   |

Gary Wiseman (* 6. leden 1979 Tyler, Texas) přistoupil do skupiny v roce 1998 po odchodu Lance Morrila a zastoupil ho ve hře na bicí. Na textech se nepodílí. Při turné do Evropy si zkomolil jméno na Gary Wiseass. V jednom rozhovoru prozradil, že skupina přežívá pouze na výnosech z koncertů a prodávání triček.

### Rob Felicetti
Rob Felicetti (* 1986) je nejmladším členem kapely, který se k ní připojil po odchodu Chandlera. Hraje na basovou a akustickou kytaru. Působí rovněž ve skupině Patent Pending a dříve byl bubeníkem a kytaristou The Ataris.

### Erik Chandler
| „               | Erik si snad dokáže udělat legraci úplně ze všeho | “ |
| — Jaret Reddick |                                                   |   |

Erik Chandler (* 22. prosinec 1974 Henrietta (Texas).byl zakládajícím členem a obstarával ve skupině hru na basovou kytaru a doprovodný zpěv. S Jaretem spolupracoval na textech hlavně v začátcích, patří mezi ně „Belgium“, „2113“, „Cody“, „Thespian“ a „I Don’t Know“, které se objevily v nejstarších albech Rock on Honorable Ones!! a Cell Mates. Čistě z jeho pera je píseň „Guard my Heart“ z dosud nového alba Fishin’ for Woos. Při turné po Evropě v roce 2003 měl přezdívku Erik Rodham Clinton. V roce 2019 z kapely odešel.

### Lance Morril
Lance Morril byl čtvrtým zakládajícím členem Bowling for Soup. Ve skupině přebýval pouze mezi lety 1994 až 1998. Hrál na bicí. V roce 1998 se rozhodl ze skupiny odejít, rozešli se však v dobrém.

## Turné

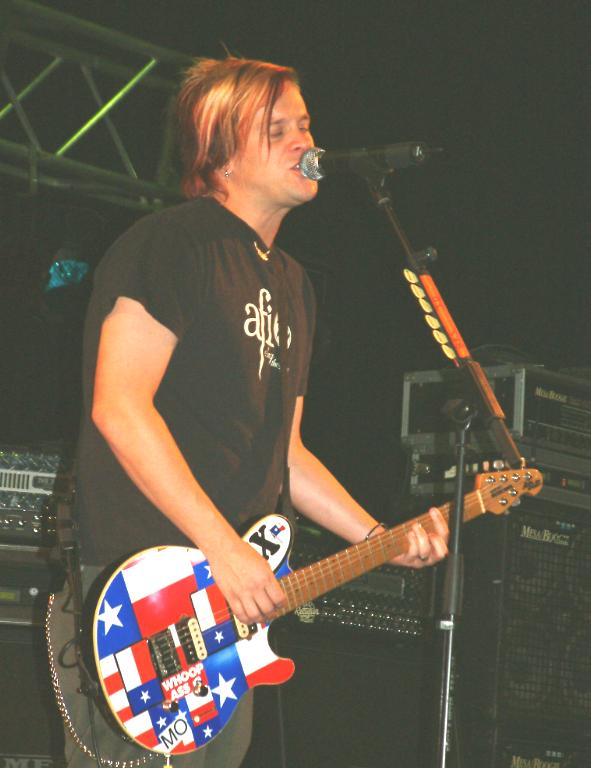
Jaret Reddick
se svou texaskou kytarou.

### Evropská Tour 2003
Při příležitosti nominace na Cenu Grammy zavítala skupina dvakrát také do Evropy. Díky nominaci se o skupině fanoušci v Evropě dozvěděli a skupina se těšila větší pozornosti. Ani tak si ale neodpustila některé své bláznoviny, jako když při jednom koncertě vystupovali nazí, krytí jen svými kytarami. Navíc si vtipně změnili svoje příjmení. Jaret Reddick byl Jaret Von Erich, Erik Chandler byl Rodham Clinton, Gary Wiseman si příjmení zkomolil na Wiseass a Chris Burney, který parodoval jistého švédského kytaristu, byl Christopher van Malmsteen. Skupina cestovala téměř nonstop, ale členové nevypadali, že jsou z cesty unaveni.
| „               | Tak jsme to vždy plánovali. Kdyby to nebyla zábava, rozpadli bychom se. | “ |
| — Jaret Reddick |                                                                         |   |

### The Get Happy Tour
The Get Happy Tour je společná akce skupin Bowling for Soup a Army of Freshmen, jako doplňující skupiny zahráli skupiny Punchline a Lucky Boys Confusion. Série koncertů začala 23. června 2006 v Texaském Austinu. V Austinu chyběli Lucky Boys, nahradila je skupina The Vanished. Turné po USA trvalo celé léto, skončilo 26. srpna v Texaském Amarillu. V únoru 2007 pak pokračovala série koncertů po Velké Británii.
Během turné po Británii v únoru se skupina rozhodla pro velký úspěch vrátit v říjnu 2007. Akci v říjnu nazvali Get Happy Tour 2. Zúčastnili se mimo jiné Download Festivalu, kde kromě nich vystupovaly skupiny Bloodhound Gang, Zebrahead a také Army of Freshmen, kteří Bowling for Soup doprovázeli při obou turné po Británii.

### The Party in Your Pants Tour
Při příležitosti vydání nového alba Sorry for Partyin’ v říjnu 2009 zavítala skupina Bowling for Soup znovu do Spojeného království. Doprovázely je skupiny Zebrahead, MC Lars a The Leftovers. V závěrečné show Reddick slíbil, že se Bowling for Soup do Velké Británie vrátí již na jaře 2010.

### Fishin’ for Woos Tour
Od 1. do 15. dubna 2011 se konala UK Acoustic Tour 2011 s Jaretem Reddickem a Erikem Chandlerem, skončila v londýnském KOKO baru. Od 28. dubna do 20. května 2011 uspořádala celá skupina turné u příležitosti vydání jedenáctého alba Fishin’ for Woos, které začalo v Tulse v Oklahomě a skončilo v Kansas City v Missouri. Série pokračovala 2.–4. června třemi vystoupeními po Texasu, v Dentonu, Austinu a Fort Worthu.

## Diskografie

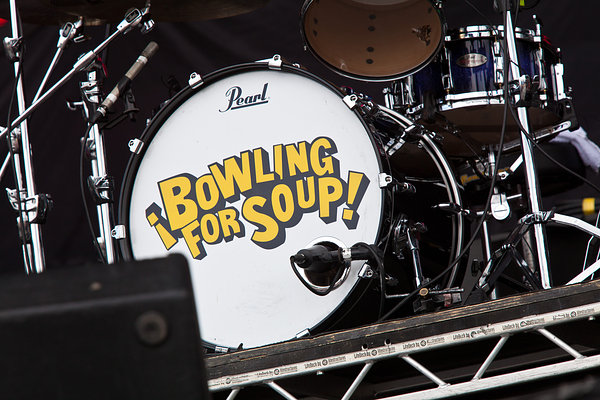
Jako mnoho jiných kapel i Bowling for Soup mají originální buben se svým logem.

Za dobu svého působení natočila skupina Bowling for Soup 12 studiových alb, 3 EP, 1 koncertní DVD, 2 kompilační alba a jednu vánoční kompilaci.
Nejúspěšnější bylo album A Hangover You Don’t Deserve z roku 2004. Za celou svoji kariéru prodali celkem přes 1 milion desek.

### Studiová alba
- Bowling for Soup (1994)
- Cell Mates (1996)
- Rock on Honorable Ones!! (1997)
- Tell Me When to Whoa (1998)
- Let's Do It for Johnny! (2000)
- Drunk Enough to Dance (2002)
- A Hangover You Don’t Deserve (2004)
- Bowling for Soup Goes to the Movies (2005)
- The Great Burrito Extortion Case (2006)
- Sorry for Partyin’ (2009)
- Fishin’ for Woos (2011)
- One Big Happy (2012)
- Lunch. Drunk. Love. (2013)
- Drunk Dynasty (2016)
- Pop Drunk Snot Bread (2022)